# غريغوري رومانو
غريغوري رومانو (بالروسية: Романов, Григорий Васильевич)‏ (و. 1923 – 2008 م) هو سياسي من الاتحاد السوفيتي، وروسيا، كان عضوًا في الحزب الشيوعي السوفيتي، وكان عضوًا في الحزب الشيوعي لروسيا الاتحادية، كان عضوًا في اللجنة المركزية للحزب الشيوعي السوفيتي، ويحمل رتبة عسكرية رقيب، توفي في موسكو، عن عمر يناهز 85 عاماً.

## مناصب
تولى منصب عضو مجلس السوفيت الأعلى
.

## التعليم
تعلم في Saint Petersburg State Marine Technical University ‏
.

## الخدمة العسكرية
خدم في سلاح الإشارة.

## جوائز
حصل على جوائز منها:
- وسام لينين
- ميدالية الدفاع عن لينينجراد  [لغات أخرى]‏
- وسام جدارة المعركة  [لغات أخرى]‏
- ميدالية الانتصار على ألمانيا في الحرب الوطنية العظمى 1941-1945
- ميدالية  ذكرى مرور 250 سنة على تأسيس لينينغراد  [لغات أخرى]‏
- وسام شارة الشرف
- وسام الحرب الوطنية من الدرجة 2  [لغات أخرى]‏
- وسام الراية الحمراء من حزب العمال
- بطل العمل الاشتراكي
- وسام ثورة أكتوبر
- ميدالية اليوبيل "للاحتفال بالذكرى المئوية لميلاد فلاديمير إيليتش لينين"  [لغات أخرى]‏

## روابط خارجية
- غريغوري رومانو على موقع مونزينجر (الألمانية)